# Otto Kruse (Psychologe)
Otto Kruse (* 1948 in Hallein) ist ein deutscher Psychologe und Schreibforscher. Er hat dazu beigetragen, das Wissenschaftliche Schreiben als Forschungsfeld zu etablieren und Schreibkompetenz didaktisch zugänglich zu machen. Er entwickelte Unterrichtsverfahren für wissenschaftliches Schreiben in verschiedenen Kontexten bzw. Ausbildungsstufen und untersuchte Schreibkulturen in verschiedenen Disziplinen und Ländern.

## Biographie
Nach dem Studium der Psychologie in Marburg promovierte Kruse und habilitierte sich an der Technischen Universität Berlin zu emotionspsychologischen Themen. Er war Assistent für Klinische Psychologie an der Technischen Universität Berlin (1978–1983), Mitarbeiter der Zentraleinrichtung Studienberatung und Psychologische Beratung der Freien Universität Berlin (1983–1993), Professor für Psychologie der Sozialen Arbeit an der Fachhochschule Erfurt (1993–2003) und Professor im Departement Angewandte Linguistik an der Zürcher Hochschule für Angewandte Wissenschaften (2003–2015), wo er das Centre for Academic Writing leitete. Bekannt wurde er mit dem Buch Keine Angst vor dem leeren Blatt (2003) das das Prozessverständnis des Schreibens, wie es in den USA entwickelt wurde, mit den deutschen Traditionen des seminaristischen Lernens und wissenschaftlichen Arbeitens verbindet. Derzeit entwickelt er eine elektronische Lernumgebung zur Unterstützung von Studierenden, die ihre Bachelor- oder Masterarbeiten schreiben.

## Forschungsschwerpunkte
- Geschichte des seminaristischen Schreibens
- Schreibkompetenz
- Schreiben, kritisches Denken und forschendes Lernen
- Digitale Unterstützung des Schreibens
- Interkulturelle Schreibforschung

Otto Kruse ist Mitbegründer der European Association for the Teaching of Academic Writing EATAW und war von 1999 bis 2009 Vorstandsmitglied. 2004 gründete er mit anderen das Schweizer Forum Wissenschaftliches Schreiben und war dessen erster Präsident. Er beteiligte sich an der COST Aktion IS073 „European Research Network for Learning to Write Effectively“ und leitete die Arbeitsgruppe XY. Gegenwärtig arbeitet er in der COST Action IS1401 „European Literacy Network“ mit.

## Schriften (Auswahl)
- Keine Angst vor dem leeren Blatt. Ohne Schreibblockaden durchs Studium. Campus, 1993/2007, ISBN 3-593-36659-2.
- Kreativität als Ressource für Veränderung und Wachstum. DGVT Verlag, 1996.
- Kunst und Technik des Erzählens. Zweitausendeins, 2001, ISBN 3-86150-392-1.
- Schlüsselkompetenz Schreiben: Konzepte, Methoden, Projekte für Schreibberatung und Schreibdidaktik an der Hochschule (mit Eva-Maria Jakobs und Gabriela Ruhmann). Luchterhand, 1999, ISBN 3-937026-07-X.
- The origins of writing in the disciplines: Traditions of seminar writing and the Humboldtian Ideal of the research university. In: Written Communication, 23 (3), 2007, S. 331–362. DOI:10.1177/0741088306289259
- Kritisches Denken im Zeichen Bolognas: Rhetorik und Realität. In: Ulrike Eberhardt (Hrsg.): Neue Impulse in der Hochschuldidaktik: Sprach- und Literaturwissenschaften (S. 45–82). Wiesbaden: Verlag für Sozialwissenschaften, 2010.
- Lesen und Schreiben. Der richtige Umgang mit Texten im Studium. UVK, 2010, ISBN 978-3-8252-3355-6.
- Kritisches Denken als Leitziel der Lehre: Auswege aus der Verschulungsmisere. In: Georg Krücken (Hrsg.): Innovation und Kreativität an Hochschulen. Institut für Hochschulforschung, Wittenberg 2011, S. 77–86. online.
- Schreibkompetenz im Studium: Komponenten, Modelle, Messung (mit M. Chitez). In: Ulrike Preusser, Nadja Sennewald (Hrsg.): Literale Kompetenzentwicklung an der Hochschule. Peter Lang, Frankfurt am Main 2012.
- Writing cultures and genres across Europe (mit M. Chitez). In: Montserrat Castelló, Christiane Donahue (Eds.): University Writing: Selves and Texts in Academic Societies (= Studies in Writing, Volume 24). Emerald, Bradford 2012, S. 33–51.
- Das Seminar: Eine Zwischenbilanz nach 200 Jahren. In: Brigitte Kossek, Charlotte Zwiauer (Hrsg.): Universität in Zeiten von Bologna Zur Theorie und Praxis von Lehr- und Lernkulturen. Vienna University Press, Wien 2012, S. 89–110.
- Learning to Write Effectively. Current Trends in European Research (mit Mark Torrance und anderen). Emerald, 2012, ISBN 978-1-78052-928-8.
- Perspectives on academic writing in European higher education: Genres, practices, and competences. In: Revista de Docencia Universitaria. REDU. Número monográfico dedicado a Academic Writing. Vol. 11 (1), 2013, S. 37–58. online.
- Digital Writing Technologies in Higher Education: Theory, Research, and Practice (mit C. Rapp, C. Anson und anderen). Springer Nature 2023. Open source. Online
- What writers do with language. New inscription technologies require a fresh look at formulation theory (mit C. Rapp). In P.M. Rogers, D. Russell, P. Carlino, & J.M. Marine (Eds.), Writing as a human activity: Implications and applications of the work of Charles Bazerman (pp. 367-392). Colorado State University. DOI:10.37514/PER-B.2023.1800.2.15
- Die Herrschaft des Gedankens über das Denken. Wie können Gedanken Macht über die Denkenden erhalten? Und welche Freiheitsgrade hat das Denken? (2023). Journal of Science, Humanities, and Arts 10 (3), 1-46. DOI:10.17160/josha.10.3.907
- Vom Denken zum kritischen Denken: Übergänge, Konzepte, Didaktik. In Harald A. Mieg & Frank Havemann (Hrsg.), Kritisches Denken – Critical Thinking. Wissenschaftsforschung Jahrbuch 2021 (S. 53-87). Wissenschaftlicher Verlag Berlin. Online
- Digitalisierung des wissenschaftlichen Arbeitens: Bestandsaufnahme und Perspektiven (mit C. Rapp). die hochschullehre, 2022, 8, 522-528. DOI:10.3278/HSL2238W.
- Synchronous and asynchronous collaborative writing (mit M. Castelló, C. Rapp and M. Sharples (2023). In: O. Kruse, C. Rapp, C.M. Anson, K. Benetos, E. Cotos, A. Devitt & A. Shibani (Eds.).), Digital Writing Technologies in Higher Education: Theory, Research, and Practice (p. 121-140). Springer Nature. Open access. online